# Anne Goldgar
Anne Goldgar, född 1958 eller 1959, är en amerikansk historiker och författare specialiserad på Europas kultur- och samhällshistoria under 1600- och 1700-talet.

## Biografi
Anne Goldgar är dotter till Corinne Goldgar och historikern Bertrand A. Goldgar. Hon avlade kandidatexamen vid Princeton University 1981 och masterexamen vid Harvard University 1982. Därefter försvarade hon sin doktorsavhandling vid Harvard 1990, med titeln Gentlemen and Scholars: Conduct and Community in the Republic of Letters, 1680-1750. Hon har varit verksam som professor vid King's College London och verkade där fram till 2020. Hon var den första att tilldelas Garrett and Anne Van Hunnicks donationsprofessur vid University of Southern California, efter instiftandet 2016.
År 1995 publicerade hon Impolite Learning: Conduct and Community in the Republic of Letters, 1680-1750. Hon är författare och redaktör för flera böcker inklusive: Tulipmania: Money, Honor and Knowledge in the Dutch Golden Age (2007). Boken är baserad på en omfattande genomgång av arkivmaterial och avslöjar många myter i den tidigare historieskrivningen kring tulpanmanin. Hon var tillsammans med Robert Frost redaktör för Institutional Culture in Early Modern Society (2004).